# Басирел
Басирел (фр. Bassurels) насеље је и општина у јужној Француској у региону Лангдок-Русијон, у департману Лозер која припада префектури Флорак.
По подацима из 2011. године у општини је живело 43 становника, а густина насељености је износила 0,93 становника/km². Општина се простире на површини од 46,34 km². Налази се на средњој надморској висини од 1 000 метара (максималној 1.562 m, а минималној 553 m).

## Демографија
| 1962. | 1968. | 1975. | 1982. | 1990. | 1999. | 2011. |
| ----- | ----- | ----- | ----- | ----- | ----- | ----- |
| 103   | 85    | 69    | 58    | 65    | 47    | 43    |

График промене броја становника у току последњих година